# Staatsmeisterschaft von Rio de Janeiro (Frauenfußball)
Die Staatsmeisterschaft von Rio de Janeiro für Frauenfußball (portugiesisch Campeonato Carioca de Futebol Feminino) ist die mit Unterbrechungen seit 1983 von der Federação de Futebol do Estado do Rio de Janeiro (FERJ) ausgetragene Vereinsmeisterschaft im Frauenfußball des Bundesstaates Rio de Janeiro in Brasilien.

## Geschichte
Die Staatsmeisterschaft im Frauenfußball wurde vier Jahre nach der Aufhebung des gesetzlichen Verbots der vereinsmäßigen Organisierung dieses Sports von der FERJ initiiert. Den ersten Titel gewann der EC Radar nach drei Finalspielen gegen den Bangu AC. Als einziges verhältnismäßig professionell betriebenes Frauenfußballteam Brasiliens übte Radar die gesamten achtziger Jahre hindurch eine Dominanz in diesem Sport aus und gewann alle ausgespielten Meisterschaften. Mangelndes Zuschauerinteresse und fehlende Berichterstattung führten gegen Ende des Jahrzehnts zu einem ersten Niedergang der Staatsmeisterschaft. Im Zuge eines von der CBF landesweit forcierten Professionalisierungsschubs wurde die Staatsmeisterschaft 1995 wiederbelebt. Dazu gründeten in dieser Zeit alle bedeutenden Hauptstadtclubs um Flamengo, Fluminense, Botafogo und Vasco da Gama ihre Abteilungen für Frauenfußball. Durch die Anwerbung mehrerer seiner Spielerinnen hat Vasco dabei das Erbe von Radar angetreten und nun die Meisterschaft dominiert.
Anhaltendes Desinteresse am Frauenfußball, dass auch in dem für Rios Fanszenerie charakteristischen Machismo begründet ist, hat nach der Jahrtausendwende zu einem erneuten Niedergang geführt. Die großen Clubs zogen sich darauf aus der Meisterschaft zurück, die nun von kleineren Clubs getragen wurde. Die Wettbewerbskultur verharrt seither auf Amateurniveau, dass auch durch die Rückkehr Vascos 2009 und vor allem jene von Flamengo 2015 nicht überwunden werden konnte. An der Meisterschaftssaison 2017 haben nur sieben Mannschaften teilgenommen, die zusammen auf vierundzwanzig ausgetragene Partien kamen.
Über die Staatsmeisterschaft wird seit 2007 die Qualifikation für die Copa do Brasil Feminino und seit 2017 für die brasilianischen Meisterschaft der Frauen entschieden, zuerst für deren zweite Liga (Série A2) und seit 2021 für die dritte Liga (Série A3).

## Meisterschaftshistorie

### Ehrentafel der Gewinner
| 0 | 8 Titel | CR Vasco da Gama (Rio de Janeiro) CR Flamengo (Rio de Janeiro) |
| 0 | 6 Titel | EC Radar (Rio de Janeiro)                                      |
| 0 | 4 Titel | Duque de Caxias FC (Duque de Caxias)                           |
| 0 | 3 Titel | Botafogo FR (Rio de Janeiro)                                   |
| 0 | 2 Titel | Campo Grande AC (Rio de Janeiro)                               |
| 0 | 1 Titel | Barra FC (Teresópolis) Volta Redonda FC                        |

### Chronologie der Meister
| Saison                                          | Meister                         | Vizemeister                     | Torschützenkönigin                                              |       |
| ----------------------------------------------- | ------------------------------- | ------------------------------- | --------------------------------------------------------------- | ----- |
| 1983                                            | EC Radar                        | Bangu AC                        | ?                                                               |       |
| 1984                                            | EC Radar                        | ?                               | ?                                                               |       |
| 1985                                            | EC Radar                        | ?                               | ?                                                               |       |
| 1986                                            | EC Radar                        | ?                               | ?                                                               |       |
| 1987                                            | EC Radar                        | ?                               | ?                                                               |       |
| 1988                                            | EC Radar                        | ?                               | ?                                                               |       |
| Kein Meisterschaftswettbewerb von 1989 bis 1995 |                                 |                                 |                                                                 |       |
| 1996                                            | CR Vasco da Gama                | ?                               | ?                                                               |       |
| 1997                                            | CR Vasco da Gama                | ?                               | ?                                                               |       |
| 1998                                            | CR Vasco da Gama                | ?                               | ?                                                               |       |
| 1999                                            | CR Vasco da Gama                | CR Flamengo                     | ?                                                               |       |
| 2000                                            | CR Vasco da Gama                | CR Flamengo                     | ?                                                               |       |
| 2001                                            | Barra FC                        | CR Vasco da Gama                | ?                                                               |       |
| 2002                                            | Meisterschaft nicht ausgetragen | Meisterschaft nicht ausgetragen | Meisterschaft nicht ausgetragen                                 |       |
| 2003                                            | Meisterschaft nicht ausgetragen | Meisterschaft nicht ausgetragen | Meisterschaft nicht ausgetragen                                 |       |
| 2004                                            | Campo Grande AC                 | AD Trindade                     | ?                                                               |       |
| 2005                                            | Duque de Caxias FC              | ?                               | ?                                                               |       |
| 2006                                            | Duque de Caxias FC              | ?                               | ?                                                               |       |
| 2007                                            | Duque de Caxias FC              | America FC                      | ?                                                               |       |
| 2008                                            | Campo Grande AC                 | Volta Redonda FC                | Daniele (Duque de Caxias FC; 21) Larissa (Campo Grande AC; 21)  |       |
| 2009                                            | Volta Redonda FC                | Duque de Caxias FC              | ?                                                               | [ 1 ] |
| 2010                                            | CR Vasco da Gama                | Duque de Caxias FC              | Thaís (Bangu AC; 8)                                             |       |
| 2011                                            | Duque de Caxias FC              | CR Vasco da Gama                | ?                                                               |       |
| 2012                                            | CR Vasco da Gama                | Duque de Caxias FC              | Daniele (CR Vasco da Gama; 19)                                  |       |
| 2013                                            | CR Vasco da Gama                | Duque de Caxias FC              | Daniele (CR Vasco da Gama; 10)                                  |       |
| 2014                                            | Botafogo FR                     | Duque de Caxias FC              | Bárbara Chagas (Botafogo FR; 13)                                |       |
| 2015                                            | CR Flamengo                     | Barcelona EC                    | Pâmela Lima (CR Flamengo; 11)                                   |       |
| 2016                                            | CR Flamengo                     | CR Vasco da Gama                | Tatiane (CR Flamengo; 9)                                        |       |
| 2017                                            | CR Flamengo                     | Duque de Caxias FC              | Juliana Ferreira (CR Flamengo; 12)                              |       |
| 2018                                            | CR Flamengo                     | Duque de Caxias FC              | Larissa (CR Flamengo; 8) Mylena Freitas (CR Vasco da Gama; 8)   |       |
| 2019                                            | CR Flamengo                     | Fluminense FC                   | Flávia (CR Flamengo; 25)                                        |       |
| 2020                                            | Botafogo FR                     | Fluminense FC                   | Letícia Moreno (Fluminense FC; 17)                              |       |
| 2021                                            | CR Flamengo                     | Fluminense FC                   | Maria Pimenta (CR Flamengo; 15) Anny (CR Vasco da Gama; 15)     |       |
| 2022                                            | Botafogo FR                     | CR Flamengo                     | Florencia Soledad Jaimes (CR Flamengo; 27)                      | [ 2 ] |
| 2023                                            | CR Flamengo                     | Botafogo FR                     | Kélen Bender (Botafogo FR; 13)                                  | [ 3 ] |
| 2024                                            | CR Flamengo                     | Fluminense FC                   | Giovanna Crivelari (CR Flamengo; 7) Lurdinha (Fluminense FC; 7) | [ 4 ] |